# Konstytucja Kuby
Konstytucja Republiki Kubańskiej – najwyższy akt prawny (ustawa zasadnicza) Republiki Kuby, przyjęty 22 lipca 2018 przez Zgromadzenie Narodowe Władzy Ludowej, zatwierdzony 24 lutego 2019 w referendum, proklamowany przez Zgromadzenie Narodowe 10 kwietnia 2019.

## Historia
Projekt nowej konstytucji został przygotowany przez komisję, na której czele stał pierwszy sekretarz Komunistycznej Partii Kuby Raúl Castro. Trafił on następnie pod obrady Zgromadzenia Narodowego, które przyjęło go jednogłośnie. Kolejnym etapem były konsultacje publiczne, podczas których zorganizowano ponad 110 tys. spotkań, gdzie wypowiadało się ok. 8 milionów obywateli. Konstytucja została poddana pod ogólnokrajowe referendum 24 lutego 2019 i zatwierdzona, przy ok. 87% głosów "za". Następnie 10 kwietnia 2019 Zgromadzenie Narodowe proklamowała nową ustawę zasadniczą. Została ogłoszona tego samego dnia i weszła w życie. Tym samym moc obowiązującą utraciła konstytucja Kuby z 1976.
Wśród reform kubańskiej ustawy zasadniczej znalazło się m.in.:
- Uznanie ściśle regulowanej własności prywatnej;
- Przywrócenie stanowisk prezydenta i premiera Kuby jako stanowisk odrębnych od przewodniczącego Rady Państwa i ministrów;
- Ustanowienie Przewodniczącego Zgromadzenia Narodowego Władzy Ludowej Przewodniczącym Rady Państwa;
- Utworzenie stanowiska burmistrza obok stanowiska przewodniczącego zgromadzenia miejskiego;
- Ustanowienie wymogu wyrażenia zgody przez lokalne władze miejskie mianowanych przez prezydenta gubernatorów prowincji;
- Uznanie zmiany klimatu i zagrożenia z nią związanego;
- Ustanowienie rad prowincji;
- Ustanowienie limitu dwóch kadencji dla prezydenta;
- Zakaz dyskryminacji ze względu na płeć, rasę, pochodzenie etniczne, orientację seksualną, tożsamość płciową lub niepełnosprawność.
- Przywrócenie domniemania niewinności w systemie wymiaru sprawiedliwości, ostatnio przewidziane w konstytucji z 1940 r.
- Zwiększenie liczby artykułów ze 137 do 224.